# 康玛寺
康玛寺，位于西藏自治区当雄县公塘乡冲嘎尔村，是一座藏传佛教格鲁派寺院。

## 简介
康玛寺距离当雄县城12公里。12世纪果洛（今青海）禅师瓦须日巴到西藏之后，以此处为据点在康玛山脚下兴建禅洞坐禅。后经历年维修，到17世纪（1650年）由拉藏汗扩建。康玛寺是藏北地区藏传佛教格鲁派最大的寺院之一。
康玛寺又名“噶丹大乘讲修东园”。该寺以色拉寺阿巴扎仓的建筑风格为模式兴建，佛堂大殿有24柱，大殿内有净室（赞康），面积8柱。大殿后部为三层，东、西、南侧均为两层，屋顶为金顶，设有甘吉热（宝瓶）等。另外，还有“荣康”，面积6柱；库房，面积3柱。总面积2000多平方米。寺内主供圣尊观间罗吉夏热，马头明王金刚橛。此外，还有密集金刚、胜乐金刚、大威德金刚、十六罗汉、释迦牟尼、全见白度母等造像，新旧各有多尊。
康玛寺下属的格桑拉康（玛尼拉康）内，原来供有《甘珠尔》和1213尊石刻造像。“文化大革命”中，玛尼拉康内主供的《甘珠尔》被毁，玛尼拉康的建筑被分配给当地两位年逾古稀的老夫妇。由于自幼便是佛教徒，老夫妇在文化大革命中也并不舍得毁掉石雕墙，乃采用各种借口保护这些石刻，还在上面糊报纸，从而使这些石刻得以保存下来。这些石刻神像造型多样，刀法流畅，线条清晰，每块石刻浮雕板的面积大致相同，约在20cm×30cm间，个别偏大，比如一尊宗喀巴像和一尊金刚手本尊像便有40cm×45cm。
玛尼拉康内的石刻造像是藏传佛教五大派的佛像、神像、菩提、依怙、护法、地神、守护神等造像。
- 北壁：金刚持、帝洛巴、纳若巴禅师像，佛祖三主，六庄严二圣尊，十六罗汉，觉吉班丹，阿底峡，握例巴，仲敦巴·杰瓦琼乃（胜生之祖），千手观音，历代噶当派大师。
- 西南壁：古印度八十大禅师，至尊五照见，五世达赖，萨迦五王、玛尔巴、米拉日巴、达布拉吉，密集金刚、胜乐金刚、大威德金刚三大依怙护法神、喜金刚等各教派本尊护法神，静、怒百神等等。
- 东、西壁：道次各尊，三大依怙，九大无量寿佛，二十一尊度母，八大佛塔，六字真言，六手依怙神，阎魔护法神，退敌咒语天母，财神（多闻天子），护法史妹等佛像、神像、依怙像。
- 南壁：依怙各全神，尊徒二十五者，全照见六神三十七尊，八大药师佛，拉龙白朵尔等佛像、神像。[1]

各面墙壁的佛像、神像、护法像、依怙像、本尊像、人物像均按年代、地位、神位等排列，主次等级分明。这也是西藏保存最完整的石刻文物。
1998年，江热寺开展爱国主义教育之后，隶属康玛寺管理委员会管理。
2011年，当雄县新建了嘎洛寺、多吉林寺、羊八井寺、康玛寺的寺庙书屋。